# Edison (film)
Edison is een Amerikaanse/Duitse misdaadfilm uit 2005 onder regie van David J. Burke.

## Inhoud
Harde rot Frances Lazerov en groentje Raphael Deed handhaven met imposante resultaten de orde in de snel groeiende metropool Edison, waar het misdaadcijfer tot een ongekend laag niveau is teruggebracht. In de elite-eenheid FRAT – First Response, Assault Tactical – werken de special agents onder chef Brian Tilman aan een veilige thuishaven voor alle bewoners. Tijdens een inval in een kraakpand staan "Frank" en "Rafe" tegenover een groep krakende negers die hun oneerlijke geld verdienen met het handelen in drugs. Na een moeizame woordenstrijd dwingt de blanke Frank de zwarte Rafe om de leider van de bende, Isaiah Charles, uit te schakelen, maar de ontvanger weigert het bevel van de zender uit te voeren. Als represaille schiet Frank zonder pardon Isaiahs makker Rook naar de eeuwige velden en laat de bendebaas opdraaien voor de moord op een hulpeloze burger.
In de rechtszaal luistert de ambitieuze journalist Josh Pollack aandachtig naar de dramatische, maar weinig onthullende verhalen in het strafgeding. Met een luttel bedankje aan het einde van de zitting waant de jonge nieuwsjager zich de nieuwe winnaar van de Pulitzerprijs, maar zijn baas Moses Ashford wijst hem zijn plaats als schrijvertje van onbeduidende politieberichten bij de lokale sufkrant Heights Herald. Oude Moses verbiedt zijn pupil om zijn giswerk als nieuws in het blad te plaatsen en ontslaat hem na een fel geschil over het vermeende artikel. Met vakwijsheden – plaats delict onderzoeken, hoor en wederhoor toepassen, familie van slachtoffer ondervragen – blijft Josh buiten de muren van het kantoor steun vinden bij zijn voormalige werkgever. De naïeve nieuwsbode komt geen steek verder gedurende een bezoek aan FRAT, waar chef Tilman de roekeloze Frances sommeert in te binden en de omzichtige Raphael voorschrijft zijn relatie met zijn heerlijke vriendin Maria te beëindigen.
Tijdens een bezoek aan Melba Charles, Isaiahs moeder, treft Josh de vrouw na een beroerte in nauwelijks levende staat in bed aan en wendt zicht onverrichter zake tot zijn enige optie. De weetgrage Josh vraagt de naar vrijheid verlangende Isaiah over het waarom van het bedankje dat hij in de rechtszaal agent Raphael heeft toegeworpen. Naar aanleiding van de informatie schrijft de journalist een artikel waarin hij FRAT afschildert als een bende moordenaars die boven alles de lieve vrede willen bewaren. Moses werpt Josh' schrijfnonsens in de prullenbak met het advies de term "wederhoor" in de journalistiek serieus te nemen, maar brengt hem in contact met district attorney Jack Reigert en special investigator Levon Wallace. De Officier van Justitie wil zijn eigen belangen op zakelijk gebied behartigen, terwijl de onderzoeker zich inzet voor de belangen van de burgers.
In Plaza Night Club genieten de jonge Josh en zijn vriendin Willow Summerfield van intieme momenten op de dansvloer. Na het ontwaren van Raphael en Maria – de stoere agent doet een huwelijksaanzoek aan zijnmooie geliefde – komt een abrupt einde aan de avond en wordt het stel onaangenaam verrast wanneer ze op straat worden mishandeld en neergeschoten haast zich met pistool in de hand naar buiten en herkent zijn partner Frances in de vluchtigheid als een van de belagers. Josh herstelt weldra aan zijn verwondingen, maar de knappe Willow belandt door een chronisch bloedtekort in een zorgelijke coma. Wallace kiest de zijde van de inmiddels weer samenwerkende journo's en biedt Josh verblijf aan in een ongebruikt onderkomen. In de wasserette van de gevangenis vindt Isaiah middels messteken op brute wijze zijn wellicht welkome dood.
Op initiatief van de onbezonnen Frances begeven special agents Marilyn en Wu zich – tot woede van chef Tilman – naar het ziekenhuis om Josh te bedaren door Willow voorgoed het zwijgen op te leggen, maar de missie van de FRAT-genoten loopt met een sisser af. Na onderzoek vertelt Wallace aan Moses dat de corrupte politie-eenheid in vijf jaar via talrijke beslagen een bedrag van 12 miljoen dollar heeft gevangen, bestemd voor Reigerts campagne om met zijn stichting "Better Edison" het skelet van een fascistische staat te modificeren tot een volwaardig regerend bestuurslichaam.
In zijn afgelegen schuilplaats krijgt Josh onverwachts bezoek van een op wraak beluste Frances. Wallace belt naar zijn eigen nummer, vreest na het horen van de kiestoon dat de rapen spoorslags zullen garen en haast zich met Moses naar de vermoedelijke plek des onheils. Josh ontsnapt aan de grillen van de doldwaze diender, brengt diens rijdend vehikel tot ontploffen en vlucht per fiets van zijn minder veilige huisvesting. Moses en Wallace adviseren Josh om via Raphael door te dringen tot FRAT's bikkelharde kern, maar hoewel de agent tot inkeer lijkt te komen, stelt hij de journalist allesbehalve gerust met de mededeling dat de rechters evenzeer graag van de koopbare kaas eten. In de parkeergarage raakt Tilman ziedend op Frank, wijst zijn onhandelbare onderdaan terug naar knullig kantoorwerk en schiet na een grof handgemeen met Rafe op het bureau de losse flodder noodgedwongen door het hoofd. Het lampje van Edison dreigt definitief te doven en de voor lief genomen veiligheid lijken de bewoners straks louter nog als een stukje heimelijke historie te kunnen koesteren.

## Cast
- Justin Timberlake - Josh Pollack
- Morgan Freeman - Moses Ashford
- LL Cool J - Raphael "Rafe" Deed
- Dylan McDermott - Frances "Frank" Lazerov
- John Heard - Brian Tilman
- Kevin Spacey - Levon Wallace
- Cary Elwes - Jack Reigert
- Roselyn Sánchez - Maria
- Piper Perabo - Willow Summerfield
- Damien Dante Wayans - Isaiah Charles
- Victoria White - Melba Charles
- Garfield Wilson - Rook
- Françoise Yip - Crow
- Jacqueline Ann Steuart - Marilyn
- Darryl Quon - Wu
- Marco Sanchez - Reyes
- Andrew Jackson - Ives
- Frank Ferrucci - vader Maria (Hector)
- Elizabeth Urrea - moeder Maria
- Monica Casio - tante Maria
- B.J. Harrison - -	rechter
- Rekha Sharma - openbaar aanklager
- Bill Mondy - pro-Deoadvocaat
- Bryan Genesse - Campos
- Robert Miano - Droste
- David Lewis - Mr. Crow
- Peter Kelamis - editor
- Timothy Paul Perez - butler
- Rachel Specter - gids
- Kristi Angus - gids
- Vanesa Tomasino - "maid"
- Catherine Devine - lapdancer
- Holly Eglington - lapdancer
- Robin Menzies - lapdancer
- Carrie Anne Fleming - stripper
- Bobby Bysouth - stripper
- Katya Virshilas - meisje in bar